# Święta Scholastyka
Święta Scholastyka z Nursji, wł. Scolastica da Norcia, cs. Prepodobnaja Schołastika Nursijskaja, ihumenija (ur. ok. 480 w Nursji, zm. 10 lutego 542 lub 543 na Monte Cassino) – benedyktynka (OSB), ksieni, dziewica i święta Kościoła katolickiego, anglikańskiego i prawosławnego.
Scholastyka urodziła się jako siostra bliźniaczka św. Benedykta w Nursji we Włoszech. Na miejscu ich urodzenia stoi skromny kościół pw. św. Benedykta. W podziemiach kościoła zachowana jest część muru, który stanowił dom rodzinny św. Scholastyki i św. Benedykta.
Scholastyka od początku towarzyszyła bratu w podróżach i naśladowała jego tryb życia, poświęcony Bogu. Kiedy św. Benedykt założył pierwszy klasztor w Subiaco, święta założyła podobny dla kobiet – klasztor benedyktynek. Do dziś istnieją tam dwa klasztory na wzgórzach w pobliżu Subiaco: w Plombariola – żeński klasztor św. Scholastyki i męski klasztor św. Benedykta.
Podobnie działo się na Monte Cassino, gdzie Scholastyka zmarła w wieku ok. 62 lat.
Według relacji św. Grzegorza Wielkiego, zapisanej w jego II Księdze „Dialogów”, trzeciego dnia po śmierci siostry, św. Benedykt ujrzał jej duszę w postaci białej gołąbki, unoszącej się do nieba. Posłał natychmiast braci po jej ciało i złożył je w grobie, który w kościele swego klasztoru dla siebie przygotował. Benedykt zmarł w kilka lat po śmierci siostry.

## Kult
Po najeździe Longobardów na klasztor na Monte Cassino relikwie św. Scholastyki przeniesione zostały do opactwa Fleury. Obecnie znajdują się w Le Mans. Część ich otrzymało Monte Cassino.
Scholastyka uważana jest za matkę duchową rodzin wszystkich benedyktynek. Czczona jest jako patronka Le Mans i Subiaco. W ikonografii przedstawiana jest z gołębiem, w sztuce religijnej w habicie benedyktyńskim z atrybutami: krzyżem, księgą lub pastorałem ksieni. Według tradycji święta chroni przed burzami, piorunami oraz wichrami.
Wspomnienie liturgiczne w Kościele katolickim i anglikańskim obchodzone jest 10 lutego; w polskim Kościele ma rangę wspomnienia obowiązkowego.
Kościół prawosławny wspomina świętą mniszkę (prepodobnaja) 10/23 lutego, tj. 23 lutego według kalendarza gregoriańskiego.